# Pierre Vaudrey
Pierre Vaudrey, pseudonyme de Pierre Vaudey, né le 16 février 1873 à Lyon (Rhône) et mort le 26 juillet 1951 à Paris,, est un sculpteur français.

## Biographie

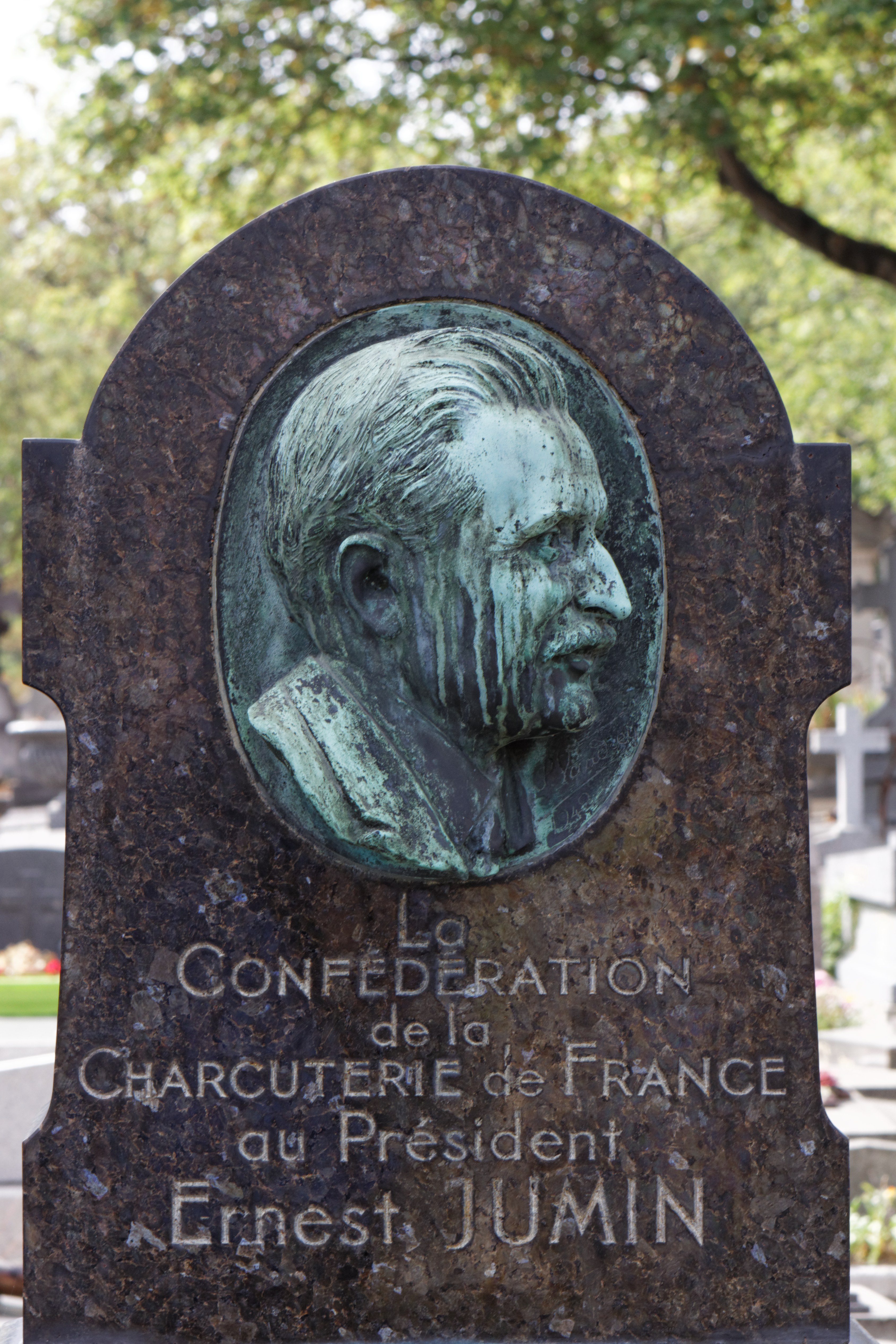
Sépulture d'Ernest Jumin (1879-1938), président du Syndicat de la charcuterie de Paris et de la Confédération nationale de la Charcuterie française, au cimetière du Père-Lachaise.

Sculpteur ornemaniste et créateur de flacons de parfum, Pierre Vaudrey est surtout connu pour ses monuments funéraires, notamment ceux du cimetière du Père-Lachaise à Paris.
Une place du 20e arrondissement de Paris porte le nom de place Pierre-Vaudrey.

## Œuvres
- médaillon Sandoz, cimetière du Père-Lachaise, division 5[5]
- médaillon Gaudin, cimetière du Père-Lachaise, division 44[5]
- buste Carrié, cimetière du Père-Lachaise, division 89[5]
- médaillon Cupillard, cimetière du Père-Lachaise, division 89[5]
- médaillon Franzen, cimetière du Père-Lachaise, division 89[5]
- médaillon Menessier, cimetière du Père-Lachaise, division 89[5]
- statue Nicoud, cimetière du Père-Lachaise, division 89[5]
- médaillon Sabatier, cimetière du Père-Lachaise, division 89[5]
- médaillon, cimetière du Père-Lachaise, division 90[5]
- médaillon Lafitte, cimetière du Père-Lachaise, division 91[5]
- buste Jeannin, cimetière du Père-Lachaise, division 92[5]
- médaillon Jumin, cimetière du Père-Lachaise, division 92[5]
- chapelle Bain, cimetière du Père-Lachaise, division 93[5]
- tombe Boutet, cimetière du Père-Lachaise, division 93[5]
- médaillon Courtat, cimetière du Père-Lachaise, division 93[5]
- statue Dupuis, cimetière du Père-Lachaise, division 93[5]
- buste Larcher, cimetière du Père-Lachaise, division 93[5]
- statue Latron, cimetière du Père-Lachaise, division 93[5]
- buste Devaux, cimetière du Père-Lachaise, division 94[5]
- médaillon Waldmann, cimetière du Père-Lachaise, division 96[5]
- médaillon Osskanian, cimetière du Père-Lachaise, division 97[5]
- statue Marois, cimetière du Montparnasse, division 22[5]
- médaillon Boulet, cimetière d'Avon[5]
- médaillon Pelletier, cimetière d'Avon[5]
- Statue Rocha, cimetière du Vésinet[5]
- médaillon, cimetière de Colombes[5]
- médaillon Lemoine, cimetière de Saint-Ouen[5]
- médaillon Saül, cimetière de Pantin[5]
- Monument aux morts de Ligny-le-Ribault[5]